# Corticaria inconspicua
Corticaria inconspicua là một loài bọ cánh cứng trong họ Latridiidae. Loài này được Wollaston miêu tả khoa học năm 1860.